# Marine Observation Satellite
Marine Observation Satellite-1 ou MOS-1 ou Momo-1 est une série de deux satellites d'observation de la Terre développée par l'agence spatiale japonaise NASDA et lancés en 1987 et 1990. Il s'agit des premiers satellites de ce type utilisant des composants japonais.

## Historique
Le premier satellite, baptisé MOS-1A, est lancé le 18 février 1987 par une fusée japonaise N-II  depuis la base de lancement de Tanegashima. Il tombe en panne le 31 mars 1995. Le second satellite MOS-1B, identique, est lancé le 7 février 1990 par une fusée H-I. Son exploitation s'achève le 25 avril 1996 à la suite de la dégradation de ses batteries. Les deux satellites circulent sur une orbite héliosynchrone à une altitude de 909 km avec une inclinaison de 99° et une période de 17 jours.

## Caractéristiques techniques
Les deux satellites MOS-1 sont identiques. Il s'agit d'un satellite d'observation de la Terre de 740 kg de forme parallélépipédique (1,26 × 1,48 × 2,4 m) stabilisé 3 axes. Une aile unique (2 × 5,8 m) supporte des panneaux solaires déployés en orbite. La durée de vie prévue est de deux ans.

### Instrumentation
Le satellite emporte trois instruments d'une masse totale de 149 kg :
- Multispectral Electronic Self-Scanning Radiometer (MESSR)  est un radiomètre fonctionnant dans cinq bandes spectrales en lumière visible et proche infrarouge (0,51-0,59, 0,61-0,69, 0,72-0,80, et 0,80-1,10 micromètres) et destinés à mesurer la couleur de la surface des océans, la distribution des glaces flottantes, la chlorophylle et l'apparition des efflorescences algale. La fauchée est de 200 km et la résolution d'environ 50 mètres.
- Visible and Thermal Infrared Radiometer (VTIR)  est un radiomètre fonctionnant dans quatre bandes spectrales la lumière visible et infrarouge thermique (0,5-0,7, 6-7, 10,5-11,5 et 11,5-12,5 micromètres) et destiné à fournir des informations sur la température des nuages et de la surface des océans. La fauchée est de 1 500 km et la résolution est de 900 m en lumière visible et de 2 700 m en infrarouge.
- Microwave Scanning Radiometer (MSR)  est un radiomètre micro-ondes fonctionnant sur les fréquences 24 GHz et 31 GHz et destiné à fournir des informations sur la glace des mers, les chutes de neige et la vapeur d'eau à la surface des océans et dans les océans. La fauchée est de 317 km et la résolution est de 32 et 23 km pour les deux longueurs d'onde.

### Sources
- (en) Brian Harvey, Henk H F Smid et Theo Pirard, Emerging space powers : The new space programs of Asia, the Middle East ans South America, Springer Praxis, 2010 (ISBN 978-1-4419-0873-5)